# Давай поговоримо
«Давай поговоримо» — радянський художній фільм 1986 року, знятий режисером Рамазом Гіоргобіані на кіностудії «Грузія-фільм».

## Сюжет
Одружившись, Маріне і Гогі стали жити в матері, яка з радістю взяла на себе турботу про зятя та маленького сина. Придбати власне житло інтелігенту Гоги було не під силу, та й нема чого. Вчотирьох вони були щасливі — так думав герой до першого закиду дружини. Докори жінок ніколи не доходили до великих сварок. Їх Гогі швидко забував, бо на курсах, де він викладає рідну грузинську мову, всі поважають і люблять його, кожен прагне втягнути вчителя в тривалу дискусію, до нього йдуть люди за допомогою та порадою.

## У ролях
- Рамаз Гіоргобіані — Гогі
- Марина Кахіані — Маріне
- Ніко Агіашвілі — Ніко
- Варлам Ніколадзе — Карен
- Олександра Аракішвілі — Іріне
- Русудан Кікнадзе — Зоя
- Євген Басілашвілі — Ігора
- Сергій Виноградов — Сергій Петрович
- Ніна Іофе — Віра
- Тінатін Квачадзе — Карина
- Іраклій Жванія — Гія
- Світлана Варданян — Ніно
- Аміран Буадзе — Тенгіз
- Паата Іакашвілі — Серго
- Тамара Схіртладзе — теща
- Русудан Болквадзе — Нона
- Гулчіна Дадіані — Єліко
- Людмила Крилова — Бела Василівна
- Нанулі Сараджишвілі — Лалі
- Тамара Мамулашвілі — епізод
- Маріне Бечінашвілі — епізод
- Медеа Іоселіані — епізод
- Бесаріон Маглакелідзе — епізод
- Грігол Муджирі — епізод
- Нана Мчедлідзе — епізод
- Лері Павленішвілі — епізод
- Важа Пірцхалаїшвілі — епізод
- Берта Хапава — епізод
- Вато Ціцішвілі — епізод
- Т. Бахтадзе — епізод
- Ц. Буачідзе — епізод
- З. Мамукелашвілі — епізод

## Знімальна група
- Режисер — Рамаз Гіоргобіані
- Сценарист — Рамаз Гіоргобіані
- Оператор — Михайло Медніков
- Композитор — Гогі Члаїдзе
- Художник — Нодар Сулеманашвілі